# Estrella con líneas metálicas
Las estrellas con líneas metálicas, también denominadas estrellas Am, son estrellas cuyo espectro presenta líneas de absorción fuertes y a menudo variables de algunos metales (de donde proviene la m), como zinc, estroncio, cobre, zirconio y bario, y deficiencias de otros, como calcio y/o escandio. Estos contenidos anómalos se deben a que algunos elementos que absorben mejor la luz son empujados hacia la superficie, mientras que otros se hunden debido a la fuerza de la gravedad. Este efecto tiene lugar solo si la velocidad de rotación es baja.
Normalmente las estrellas de tipo A giran deprisa, pero la mayor parte de las estrellas Am forman parte de un sistema binario en donde la rotación de las dos estrellas se ha ralentizado debido a la fuerza de marea.
La estrella con líneas metálicas más conocida es Sirio (α Canis Majoris). En la siguiente tabla se recogen algunas estrellas de este tipo, ordenadas según su magnitud aparente.
| Nombre            | Denominación de Bayer u otra denominación | Magnitud aparente |
| ----------------- | ----------------------------------------- | ----------------- |
| Sirio             | α Canis Majoris                           | -1,47             |
| Cástor Ba         | α Geminorum Ba                            | +2,91             |
| Deneb Algedi Aa   | δ Capricorni Aa                           | +3,2              |
| Épsilon Serpentis | ε Serpentis                               | +3,71             |
| Mizar B           | ζ Ursae Majoris B                         | +3,95             |
| Alfa Volantis     | α Volantis                                | +4,00             |
| Acubens A*        | α Cancri A                                | +4,25             |
| Alkurhah A        | ξ Cephei A                                | +4,26             |
| Mu Orionis Aa     | μ Orionis Aa                              | +4,31             |
| Theta1 Crucis     | θ1 Crucis                                 | +4,33             |
| Ípsilon Ophiuchi  | υ Ophiuchi                                | +4,63             |
| Beta Horologii    | β Horologii                               | +4,96             |
| Alrisha B         | α Piscium B                               | +5,23             |
| Tau3 Gruis        | τ3 Gruis                                  | +5,72             |
| 24 Ursae Minoris  | HD 166926                                 | +5,77             |
| WW Aurigae*       | HD 46052                                  | +5,82             |

* WW Aurigae y Acubens A son estrellas binarias en donde las dos componentes son estrellas Am